# 공정증서
공정증서(公正證書)는 공증인이 공증인법이나 기타 법령의 정하는 바에 따라 계약 등의 법률행위나 사건에 관한 사실에 대하여 작성한 증서이다. 공정증서의 경우 폭행, 협박, 약탈등에 의하여 강제로 작성하였으면 효력은 취소되지만 폭행, 협박, 약탈등 해당이 없을시 공정증서는 무효가 될 수 없다. 공정증서의 경우 강력한 증거력과 집행력이 주어진다. 공정증서의 경우 원본은 25년간 공증사무소에서 보관하여 위, 변조는 거의 불가능하다.

## 공정증서의 강제집행
공정증서의 경우 채무자는 채무를 갚지 못하며 기한을 계속 넘기는 경우 채권자는 공증을 받은 곳으로 가서 집행문을 부여받는다. 집행문을 부여받기 위해서는 공정증서 정본, 신분증, 1~2만원의 수수료가 필요하다. 공무원이나 공증인이 집행문을 부여하는 경우 법원으로 가서 집행문을 제시하고 강제집행을 시작한다. 상대의 부동산, 채권등을 압류하여 부동산의 경우 경매를 하여 낙찰될 경우 낙찰금액은 채권자에게 간다.
- 예) 위키군은 김갑을에게 2억원을 빌려준다. 이때 위키군과 김갑을은 공증사무소로 간다. 공증사무소에서 위키군과 김갑을은 빌려줄 금액, 지급기일등을 말하고 작성후 위키군과 김갑을은 인감도장을 날인한다. 공증비를 지불하고 위키군은 공정증서 정본을 받은 후 둘은 돌아간다. 그런데 지급기일이 한달이 지났다. 위키군은 김갑을에게 전화해서 돈을 갚으라 독촉을 한다. 그러나 김갑을은 돈이 없다고 하며 계속 끊고 묵인을 하였다. 그러자 위키군은 공증사무소로 가서 공정증서 정본과 신분증을 제시한 후 1~2만원을 지불하고 집행문을 받았다. 집행문을 부여받은 위키군은 법원으로 가서 집행문을 제출하고 강제집행을 하였다. 그 결과 김갑을의 부동산에서 토지가 2억원에 낙찰이 되어 위키군은 돈을 다시 찾았다.

## 공정증서의 수수료
공정증서의 수수료는 공증인 수수료 규칙에 의거하여 다음과 같다.
집행문: 10,000원~20,000원
200만원까지: 11,000원
500만원까지: 22,000원
1,000만원까지: 33,000원
1,500만원까지: 44,000원
1,500만원 초과시: 초과액의 3/2000 가산
19억 8,300만원 초과시: 3000,000원 (상한액)
- 계산식: (목적가액x0.0015)+21,500

## 참고 문헌
- 법률상식 보관됨 2013-12-28 - 웨이백 머신

## 같이 보기
- 유언
- 공증인